# Ботикаш (район)
Ботикаш (порт. Boticas) — район (фрегезия) в Португалии, входит в округ Вила-Реал. Является составной частью муниципалитета Ботикаш. По старому административному делению входил в провинцию Траз-уж-Монтиш и Алту-Дору. Входит в экономико-статистический субрегион Алту-Траз-уш-Монтеш, который входит в Северный регион. Население составляет 1065 человек на 2001 год. Занимает площадь 13,78 км².